# Stasegem
Het gehucht Stasegem bevindt zich in de stad Harelbeke, gelegen in de provincie West-Vlaanderen. Het situeert zich in het uiterste zuiden van de stad en ligt wat van de andere stadsdelen verwijderd door het nijverheidsgebied Harelbeke-Zuid en het natuurgebied De Gavers. Het gehucht grenst ook aan Kortrijk, Zwevegem en Deerlijk, en ligt vlak bij het kanaal Kortrijk-Bossuit.

## Geschiedenis

### Bewoning lan, en ligts een Gallo-Romeinse weg
Het grondgebied dat vandaag Stasegem heet kent reeds een lange geschiedenis wat bewoners betreft. Dat bewijzen een aantal vondsten uit de Gallo-Romeinse periode. Bij de aanleg van de Collegewijk, gelegen aan het provinciaal domein De Gavers, zijn restanten gevonden van meerdere houten gebouwen. Eikenhouten waterputten, afvalkuilen, glas, brons, muntstukken en een cultusplaats wijzen op een zogenaamde vicus. Wellicht splitsten meerdere Romeinse wegen op wat nu de Collegewijk is. Een van die wegen liep via Stasegem naar Kerkhove. Langs deze vermoedelijke weg zijn in Stasegem meerdere Romeinse boerderijen aangetroffen.

### Ontstaan
De eerste maal dat de naam Stasegem echter opduikt is in het jaar 1641, op een kaart van het burggraafschap Kortrijk uit het boek Flandria illustrata, een historiografisch werk van de Vlaamse kanunnik Antonius Sanderus. Het gehucht draagt de naam van het Goed te Staseghem, een belangrijke rentehoeve die vanaf 1580 tot het midden van de negentiende eeuw bewoond werd door de familie Deconinck. Gedurende lange tijd werd het omgeschreven als een heel landelijk gebied. Andere belangrijke hofsteden waren het Goed ter Halle en Het Gehucht, dat sinds 1747 bewoond wordt door de familie Hanssens.

### Verstedelijkingenindustrialisatie

#### Brouwerij

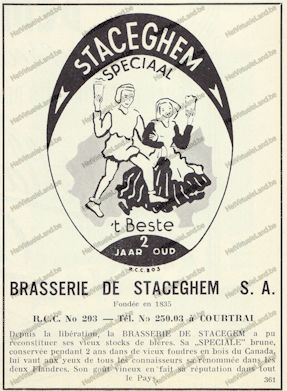
Folder Staceghem Speciaal Bier

De verstedelijking van Stasegem begint in 1835 met de bouw van de brouwerij Brasserie de Staceghem die, onder het bewind van de familie Deconinck, op de hoek van de Generaal Deprezstraat en de Brouwerijstraat geplaatst werd. Samen met de brouwerij liet hij ook twee rijen arbeiderswoningen bouwen, bestemd voor zijn personeel. Reeds in het begin van de 18de eeuw was er al er sprake van een brouwerij op het Goed te Staseghem. 
De "Staceghemse bieren" waren lange tijd niet alleen regionaal bekend, maar ook dieper in West- en Oost-Vlaanderen. Volgens een reclameprent uit 1949, werd vooral haar speciaal bruin bier, gerijpt op Canadees populierenhout. In 1970 werden de oorspronkelijke woning van de familie Deconinck en de brouwerij gesloopt. Vandaag vormen alleen nog enkele verbouwde woningen, de Sint-Augustinuskerk, het kasteel van de familie Deconinck en de straatnamen Brouwerijstraat en Brouwerspark een link met deze ooit beroemde brouwerij.

#### Kanaal Bossuit-Kortrijk
Het kanaal Kortrijk-Bossuit bracht een verbinding tot stand tussen de Leie en de Schelde en liep dwars door Stasegem. Het werd in januari 1860 geopend.

#### Sint-Augustinuskerk
In 1874 werd er, mede onder de invloed van August Deconinck een kerk gebouwd die zijn naam draagt: de Sint-Augustinuskerk. De plannen voor de kerk werden getekend door de onbekende Gentse architect Bloem. Dit had als doel om van Stasegem een onafhankelijke gemeente te maken, wat uiteindelijk mislukte. De kerk fungeerde initieel voornamelijk als opslagplaats voor het bier van de lokale brouwerij.

#### Station
De spoorlijn Kortrijk-Denderleeuw verbond de Guldensporenstad rechtstreeks met Brussel. De lijn met halte in Stasegem kwam er in 1863. Ook de lijn Kortrijk-Oudenaarde (1869) had Stasegem als halte. Het stationsgebouw werd in 1973 afgebroken.

#### Industriegebied
De voorgaande elementen zorgden ervoor dat verschillende fabrieken hun vestiging zochten in Stasegem:
- Abeille, textielbedrijf opgericht in 1907 door Charles Vandenberghe en Charles Destombes, werd in 1967 gesloten door een brand.
- Kortrijkse Katoenspinnerij opgericht in 1927.
- Kortrijkse Fluweelweverij opgericht in 1928.

Waar voordien het grootste deel van de bevolking uit landbouwers en pendelarbeiders bestond, gingen de meeste Stasegemnaren na WOII in een van deze fabrieken gaan werken. In de jaren 70 had de aanleg van de autosnelweg E17 (in die tijd E3, waarvan de E3-prijs zijn naam afgeleid heeft) als gevolg dat heel wat inwoners werden onteigend. Dit zorgde er samen met de aanleg van drie industrieterreinen (met totale oppervlakte van 80 ha) voor dat Stasegem een volwaardig industriegebied werd.
De toenmalige Gavermeersen werden, eveneens voor de aanleg van de snelweg, onteigend en tot zandwinningsgebied uitgeroepen. In de plaats kwam een enorme vijver van ongeveer 0,6 km² tot stand en werd het hele gebied tot een natuur- en recreatiezone omgevormd. Dit gebied staat heeft nu als naam De Gavers.

### Onafhankelijkheid
Stasegem heeft in zijn bestaansgeschiedenis enkele pogingen ondernomen om onafhankelijk te worden:
- In 1874 werd een poging gedaan door brouwer August Deconinck, ondertussen schepen van Harelbeke en provincieraadslid geworden.  Tot dan toe maakt Stasegem deel uit van de Sint-Salvatorparochie in Harelbeke. Deconinck liet vermoedelijk om die reden, op eigen initiatief, een neoromaans kerkgebouw optrekken. met de verwachting er een parochie tot stand te zien komen (Stasegemdorp). De pogingen om van Stasegem een parochie of een gemeente te maken mislukken echter.

## Parochie Sint-Augustinus

### Ontstaan van de parochie

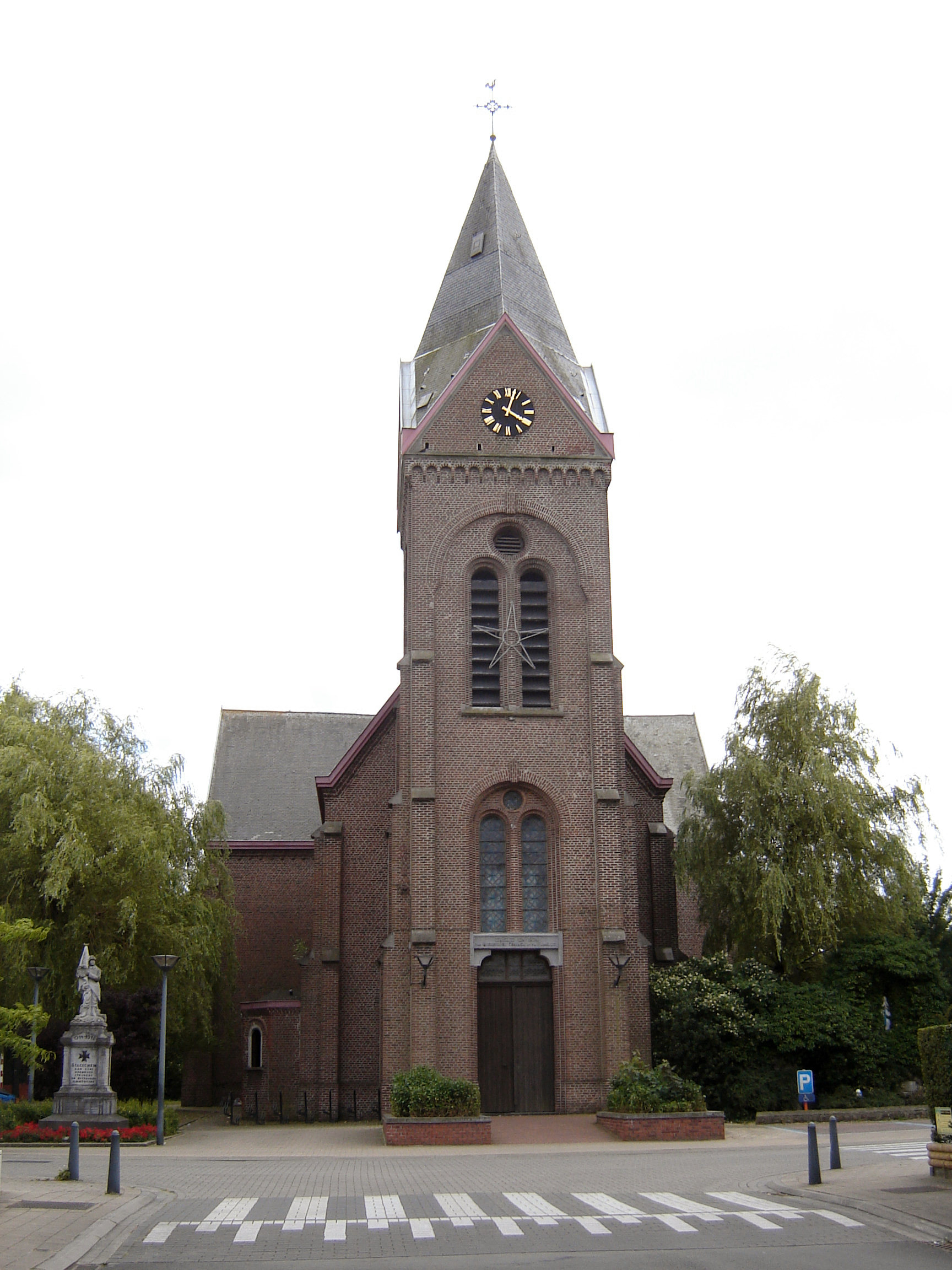
De Sint-Augustinuskerk

Voor de meeste dorpen vallen de algemene en de kerkelijke geschiedenis samen. Dit is niet het geval voor Stasegem, waarbij de Sint-Augustinusparochie pas in het einde 19e eeuw ontstond. In een context van neogotiek en het toen rijke Roomse leven zag de parochie het daglicht.
Sinds de kerstening van de Belgische gewesten hadden de inwoners van Stasegem steeds gehoord bij de Harelbeekse parochie van Sint-Salvator. In bijna alle kerkgemeenschappen was het toen vaak de gewoonte dat gelovigen heel wat afstand moesten overbruggen om tot bij de stadskern, en dus ook de kerk, te komen. Dat verliep niet altijd zonder problemen en was vaak een lastige karwei voor de voetgangers. Bovendien trad de Gaverbeek toen nog jaarlijks buiten haar oevers, wat het voor voetgangers en rijtuigen onmogelijk maakte om de weg naar Harelbeke te nemen.
In 1874 ging de liberale Stasegemnaar, Auguste Deconinck (geboren op 16 januari 1814 te Zwevegem) over tot het bouwen van een kerkgebouw op zijn domein. Dit was ongeveer gelegen langs de weg die toen Kortrijk en Oudenaarde verbond. Auguste stond toen aan het hoofd van de Stasegemse brouwerij en was actief in de Harelbeekse politiek en de provincieraad. Toch was er van de oprichting van een nieuwe kerkgemeenschap nog geen sprake. Het grootse probleem zou de crypte zijn die zich onder het hoogaltaar van de kerk bevond. Deze had als doel de bouwers van de kerk en hun nakomelingen een laatste rustplaats. Het was toen namelijk al enige tijd bij wet verboden om lichamen te begraven onder kerkgebouwen. Andere bronnen beweren dat de familie Deconinck graag een eigen priester had voorgedragen als pastoor. Ook dit was een gebruik dat reeds lange tijd niet meer bestond.
In de jaren na de dood van Auguste (Kortrijk, 5 juli 1878) werd het kerkgebouw verder gebruikt als 'bierkerk'. Aangezien de kerkelijke en burgerlijke overheden niet aan de eisen van de Deconincks wilden voldoen, werd de kerk gebruikt als opslagplaats voor de familiebrouwerij.
Na heel wat onderhandelingen tussen de familie Deconinck en de overheid werd er in 1902 toch een overeenkomst gesloten. De familie besloot de kerk gratis af te staan aan de overheid, die op haar beurt dan in zou staan voor de kosten van de nodige herstellingen. Op 14 november 1902 verscheen het koninklijk besluit in het Belgisch Staatsblad en bevestigde bisschop Gustavus Josephus Waffelaert  in naam van de kerkelijke overheid het bestaan van de parochie Sint-Augustinus in Stasegem. De grenzen van de parochie waren aanvankelijk die van de gemeente Harelbeke en in het noorden de spoorweg Kortrijk-Brussel. In 1952 werd de parochie uitgebreid tot aan de Gaverbeek.

### Kerkgebouw
De kerk is gebouwd in een neoromaanse stijl, ontworpen door bouwmeester Bloem. Dit was toen behoorlijk uitzonderlijk. Omstreeks 1870 was de meeste toegepaste bouwstijl namelijk de neogotische.
Het grondplan is een Latijns kruis met georiënteerd schip, twee zijbeuken en vooraan een westertoren. Het gebouw werd in eerste instantie niet afgewerkt. Dit kwam doordat de familie Deconinck aanvankelijk wachtte op de erkenning van de parochie. De toren en ramen werden later voltooid
In 1906 kwam er rechts een calvarieberg. 
In 1909 liet de kerkraad de toren afwerken met een spits, ontworpen door de Brugse architect Arthur Depauw.

### Interieur
Het hoofdaltaar werd zoals de meeste kerkmeubelen vervaardigd door het Atelier voor christelijke kunst Sint-Lucas van Charles Verlinden en zonen in Roeselare. Het werd ingewijd door de Brugse bisschop G. J. Waffelaere op 19 september 1904.
Het orgel stamt van 1755 en werd vervaardigd door A. Berger. Het zou afkomstig zijn van de Karmelietenkerk te Brugge.

### Kapellen
De meeste kapellen waren en zijn in Stasegem opgedragen aan Onze-Lieve-Vrouw. Ze dateren voornamelijk uit de 19e eeuw of werden in die periode minstens herbouwd.

#### De O.L.V.-kapel in Stasegem Dorp (de wolvenhoek)

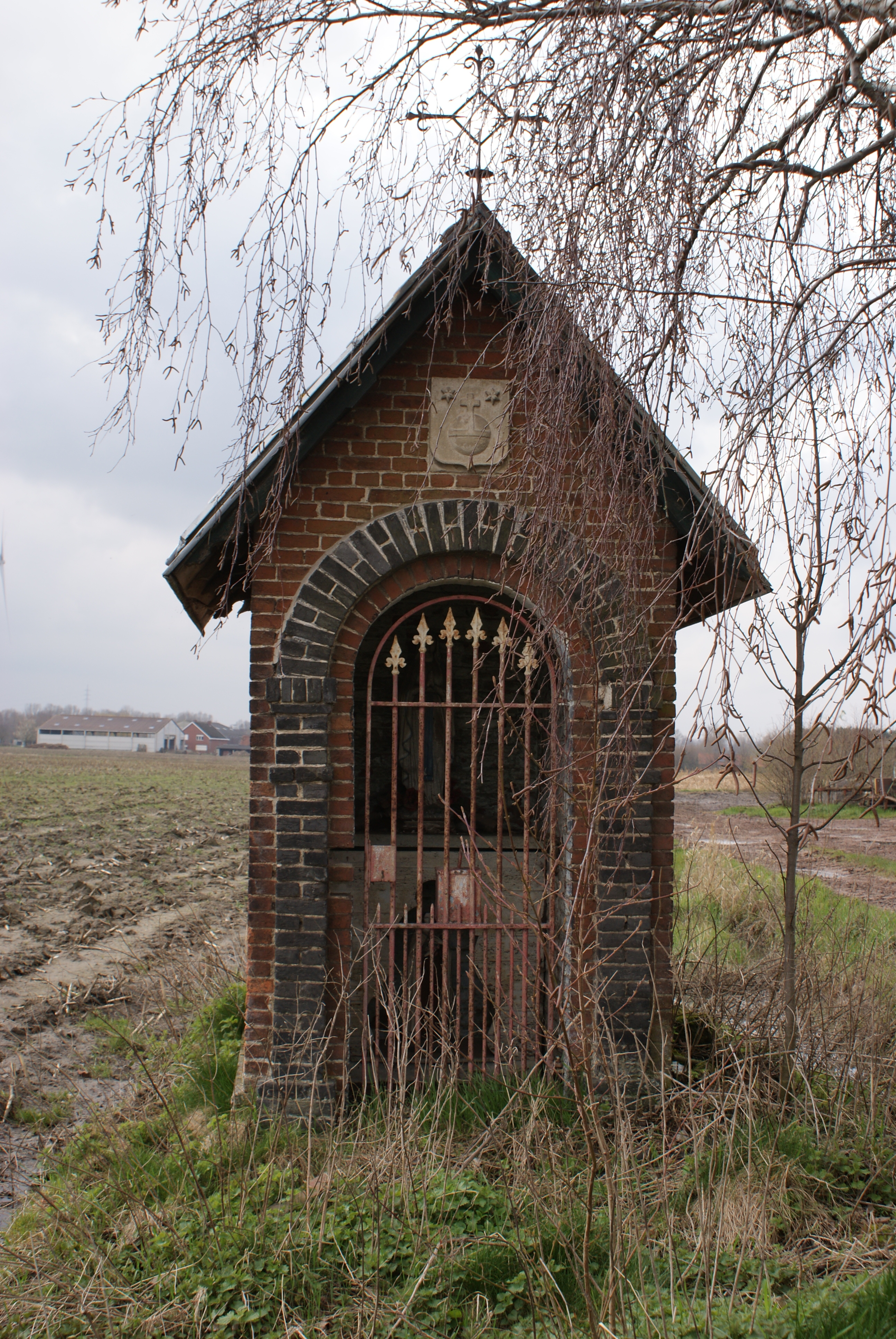
Cloetens kapel

Omstreeks 1720 zou op deze plaats een bidplaats opgetrokken zijn. Deze werd gerestaureerd in 1889 door een nieuw klein gebouw. In 1932 werd het verplaatst om enkele decennia later opnieuw ten dele afgebroken te worden. Nu is er hier enkel nog een kleine muurkapel te zien.

#### De kapel bij 't Nieuw Goed (Cloets Hof)
Voor 1873 stond deze te midden de velden van landbouwer Tanghe. De kapel is gewijd aan O.L.V.-van-Lourdes. Op de vraag van een bewoner werd de kapel verplaatst en herbouwd bij de ingang van het hof. Tot ver in de 20e eeuw werd deze kapel gebruikt bij een jaarlijks noveen in de maand mei, met aansluitend een misviering in de parochiekerk.

#### De kapel op de paternosterhoek
In de Zwevegemstraat bevond zich een kleine eenvoudige kapel, wellicht een 19e-eeuws bouwwerk. Daarin hing een groot Christusbeeld met een grote rozenkrans om de hals. Daarom werd ze ook de paternosterkapel genoemd, en kreeg de hoek dezelfde naam.

#### De kapel bij de hoeve Vandersteene

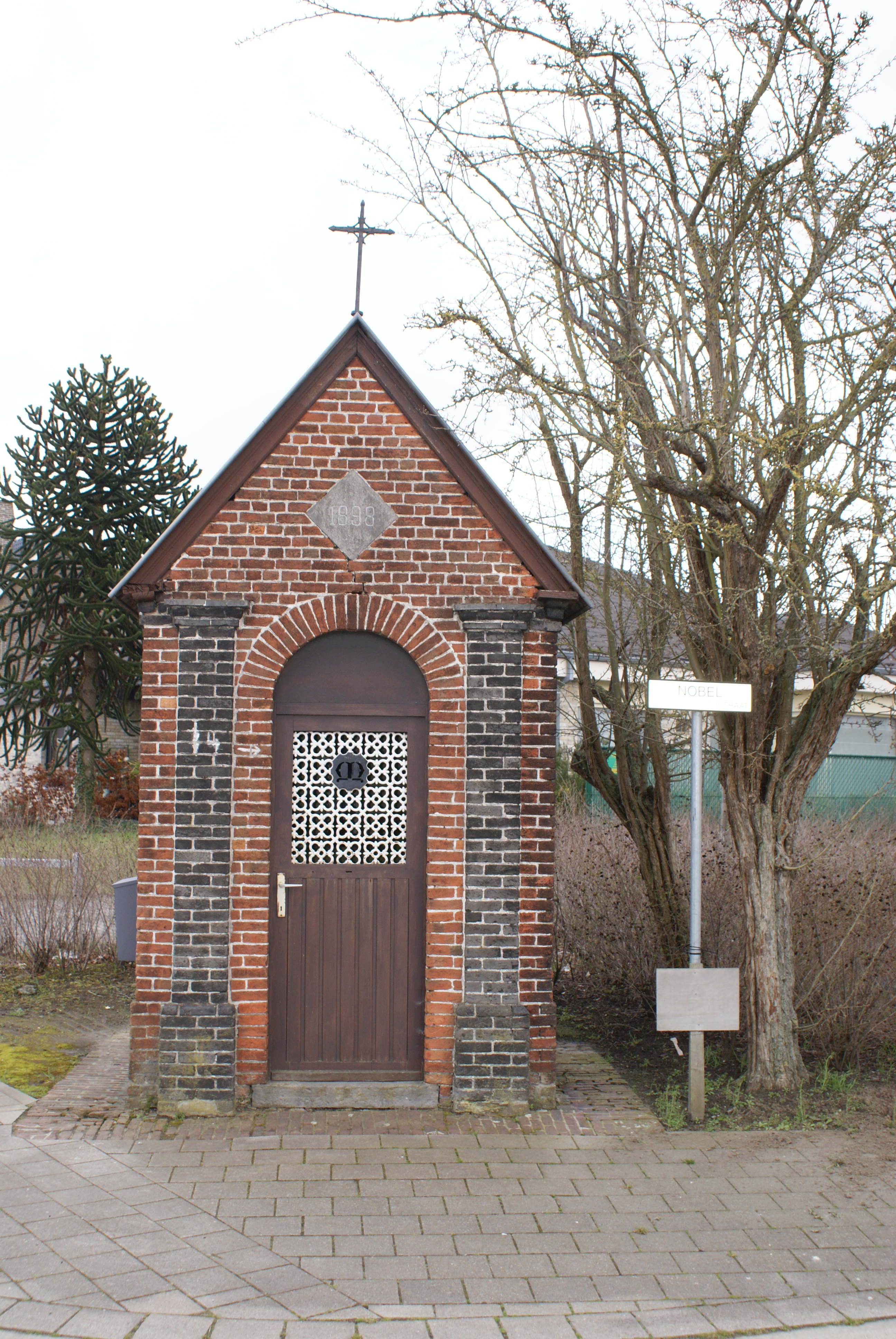
Kapel Kwâpoorte

Volgens de overlevering zou op deze plaats, elke nacht voorafgaand aan een kerkelijke hoogdag, een openluchtmis hebben plaatsgevonden. Om deze gewoonte te herdenken liet toenmalige eigenaar Jan Van Wynsberghe er rond 1850 een kapel bouwen. Binnenin kwam later een borduurwerk met een afbeelding van het Mariaoord Beauraing en een porseleinen Mariabeeldje.

#### De kapel bij de 'Kwâpoorte'

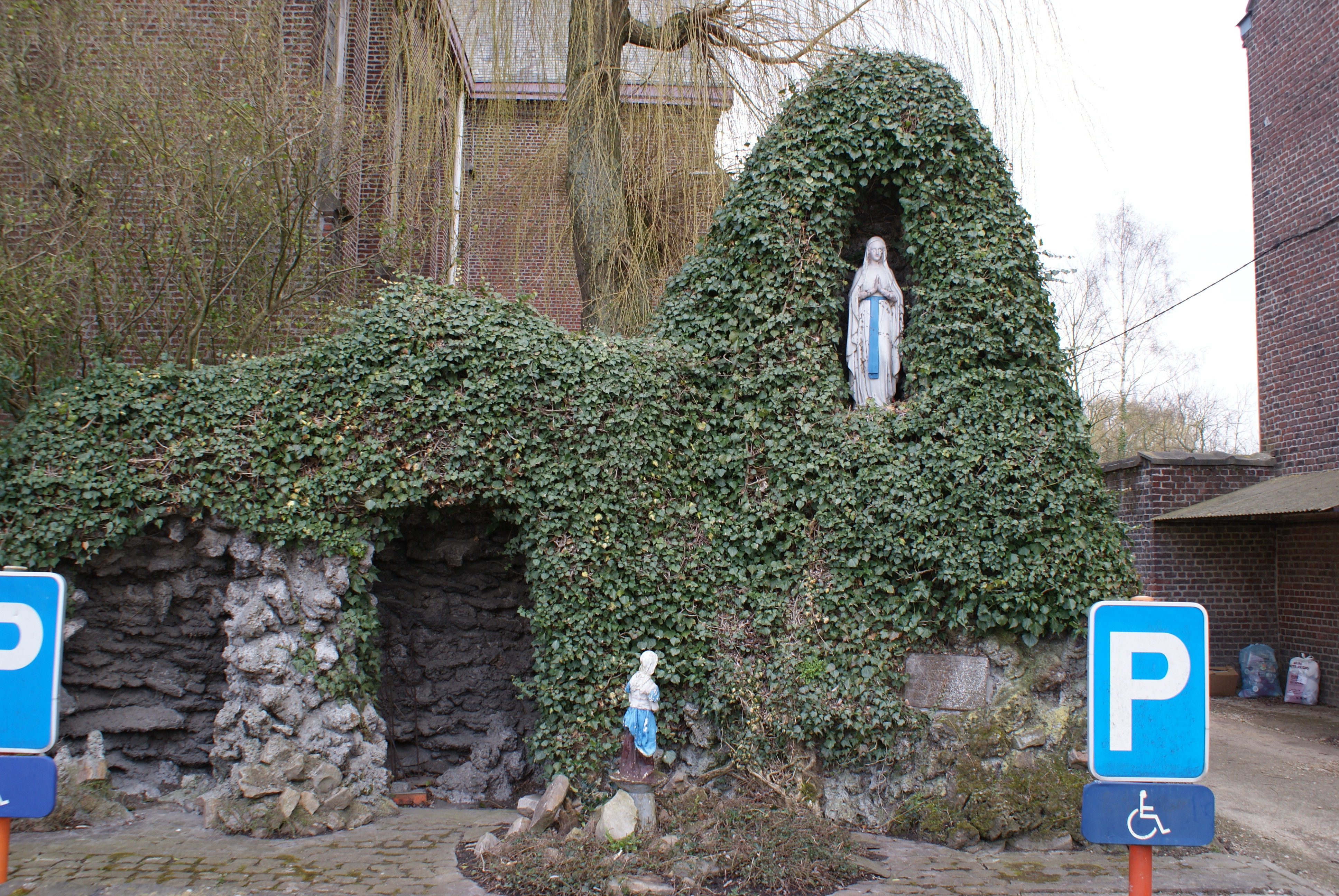
Lourdesgrot (Harelbeke)

Rond 1750 was kapel gevestigd in Heule. Rond 1890 was het gebouw echter in verval geraakt en waren vele beelden kapot. Er werd toen besloten dit te verplaatsen op de dreef van hoeve De Kwâpoorte, beheerd door de familie Pauwelyn. Vanaf 1902 ontving deze kapel op de eerste zondag van oktober een processie. De geestelijken droegen het Heilig Sacrament, de kinderen van de congregatie baden het rozenhoedje en werden vergezeld door andere schoolkinderen.

#### De grot van O.L.V.-van-Lourdes
In de jaren dertig werd rechts naast de kerk een grot gebouwd ter verering van O.L.V.-van-Lourdes. Het was een dankzegging en een aandenken aan de wonderbaarlijke genezing van Odila Vandendriessche. Dit was een gehandicapte vrouw die na een bedevaartstocht naar Lourdes terug kan wandelen. Niet veel later werd er op deze plaats door de Vrienden van Lourdes op grote schaal tombolaloten verkocht waarbij de winnaar een bedevaartstocht naar Lourdes won.

## Onderwijs
Zoals hierboven beschreven was Stasegemnaar August Deconinck lange tijd actief als politicus. Voor de provincieraad werd hij verkozen als liberale kandidaat. Hoewel er eind 19e eeuw in steden reeds langer een tegenstelling was tussen christenen en de liberalen, viel daar in de landelijke gemeenten nauwelijks iets van te merken. Dat Auguste zich liet verkiezen als liberaal was dus vanuit gelovig standpunt niet zo erg.
In 1878, na de dood van Auguste, behaalden de liberalen de meerderheid in het parlement. In 1979 keurden ze een nieuwe onderwijswet goed. De godsdienstlessen werden verbannen naar buiten de lesuren en vielen niet langer onder de bevoegdheden van de pastoor. Eveneens werd elke gemeente verplicht om een gemeentelijke school op te richten.

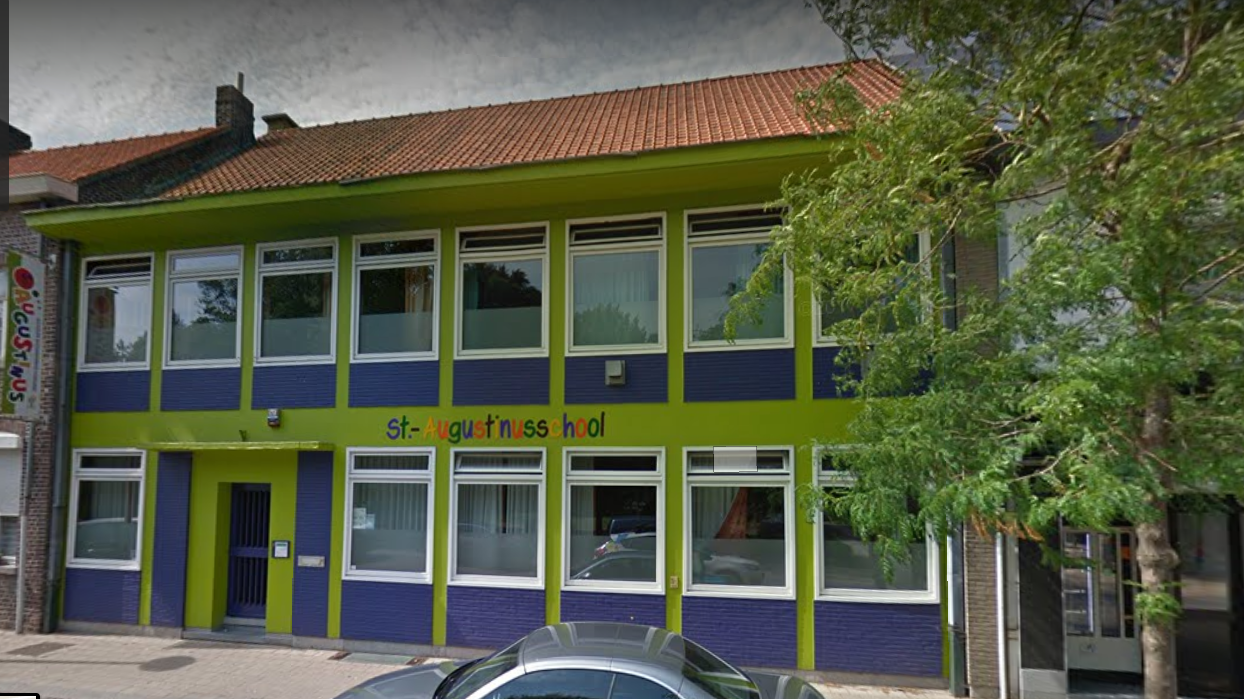
Sint-Augustinusschool

In Stasegem liepen de jongens school in de lagere school die sinds 1871 onder de bevoegdheid van de gemeente viel en op dat ogenblik ook verhuisde naar de Generaal Deprezstraat. De meisjes gingen, net als alle kleuters naar de privéschool van Eufrasie Delbeke. Hoewel het onderwijs christelijk geïnspireerd was, was er dus nog geen katholiek onderwijs in Stasegem.
De schoolstrijd (1879-1884) zou zich in Harelbeke hoofdzakelijk afspelen in de meisjesschool van de zusters Augustinessen in de Marktstraat. Terwijl de gemeentelijke jongensschool van Stasegem zich conform de nieuwe richtlijnen opstelde, zorgden de voorstanders van het katholiek onderwijs voor de uitbouw van een meisjesschool. Voortaan had de kerkelijke overheid van Harelbeke dus ook een school in Stasegem, die ook na de door de katholieken gewonnen schoolstrijd bleef bestaan. Met name de Sint-Augustinusschool. Het oude klooster naast de school werd in 2022 afgebroken om plaats te maken voor een nieuw gebouw.

## Lokale feesten

### Stasegem Kermis

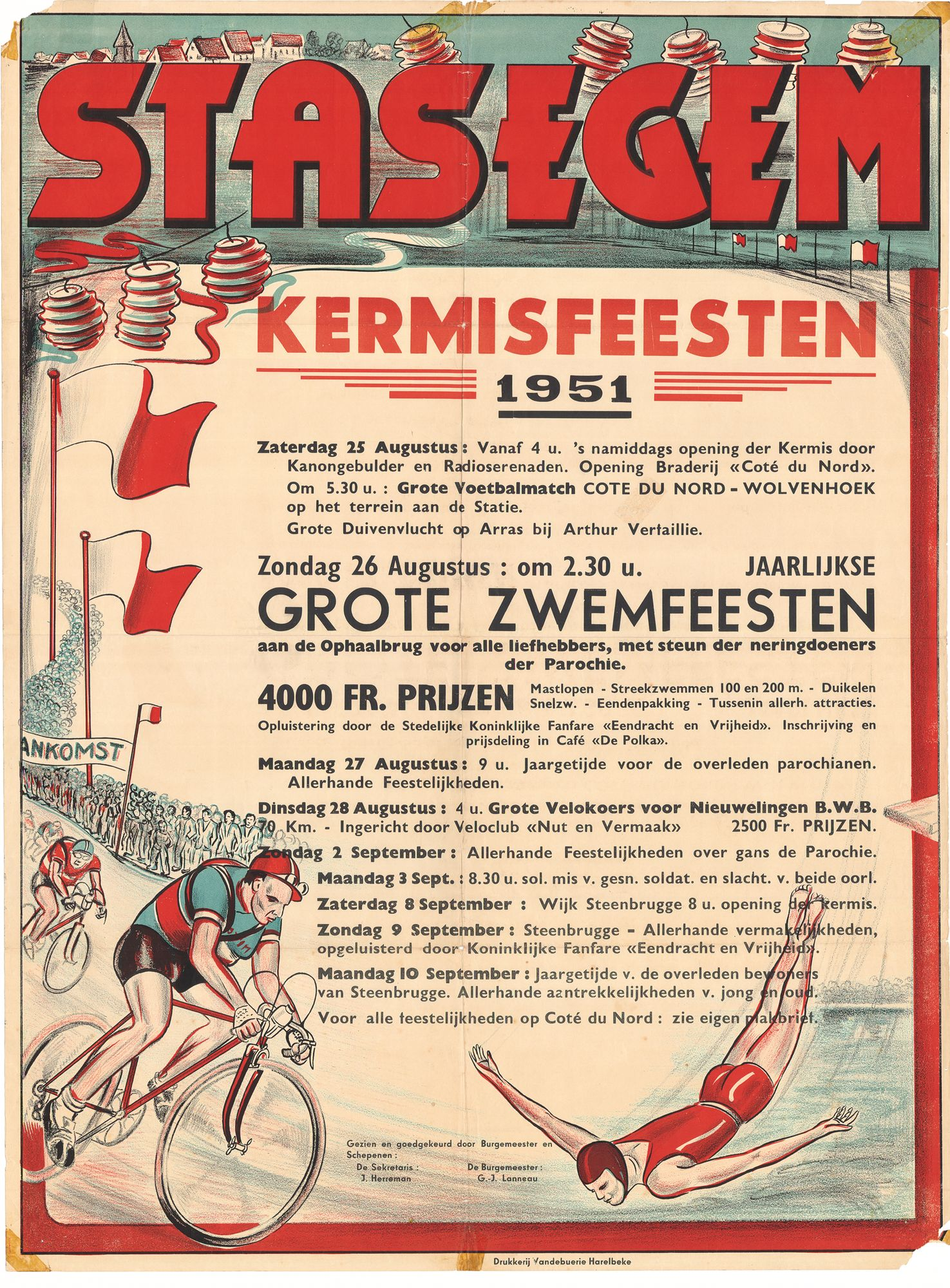
Affiche van kermis Stasegem

Dit evenement kent zijn oorsprong in het jaar 1860 en werd gekenmerkt door zijn grote volksfeesten. Rond 1900 is dat in vele krantenverslagen te vinden. In de Brouwerijstraat en de herbergen over het kanaal werd toen drie dagen en drie nachten gefeest op de, in die tijd, populaire orgelmuziek die overal te horen was. De kermis vindt sinds zijn geboortejaar plaats in het weekend van 28 augustus, naar de sterfdatum van de Heilige Augustinus van Hippo. Stasegem Kermis wordt nog steeds elk jaar gehouden in 'Stasegemdorp'.
Hieronder een opsomming van de, in die tijd, meest opmerkelijke activiteiten:

#### Zwemfeesten
De zwemfeesten vonden plaats op het kanaal aan de ophaalbrug tussen Stasegem en Zwevegem. Toen het openwaterzwemmen als competitie nog onbekend was, werden reeds lange tijd in Stasegem dergelijke wedstrijden gehouden.

#### Eendenpakking
Dit gebeurde eveneens in de nabijheid van de ophaalbrug en was telkens het hoogtepunt van de kermis. Een eend werd losgelaten in het water, de deelnemende zwemmers liepen langs de oever en wachtten tot het dier de oever naderde. Wanneer het voldoende dicht was sprongen één of meerdere zwemmers het water in, in een poging het dier te grijpen. Dit gebeuren werd herhaald tot het dier, vaak moe gestreden, kon gegrepen worden. Dit zorgde vaak voor hilarische toestanden en spanning bij het publiek, die de zwemmers luid aanmoedigden. In het totaal werden meestal een zestal eenden in het water gelaten. De winnaar kon als trofee het dier mee naar huis nemen.

#### Duiken van de brug
Stasegem LOOPT!
Loopwedstrijd ten voordele van het goede doel de vrijdagavond van Stasegem Kermis. Eerste Stasegem LOOPT! was in 2010.

#### Waterringsteking
Twee paaltjes werden in het water gestoken, een voor elke ploeg. Beide ploegen krijgen een aantal ringen die ze moeten proberen rond de palen te gooien.

#### Eendenkapping
Dit wrede gebeuren werd gespeeld met een aardappelmand die opgehangen werd op manshoogte. In de mand bevond zich een dode eend waarvan de hals en kop onderaan uitstaken. De deelnemers werden geblinddoekt en kregen een zwaard in de hand gestopt. Vervolgens werden ze verschillende malen rond gedraaid om hun oriëntatie te verliezen en door het geschreeuw van de tegenstanders richting de mand geleid te worden. De bedoeling was dat deze met het zwaard de eendenkop afhakten.

De Chiro en Scouts Feesttent
Sinds 1999 komt de leiding van Chiro en Scouting Stasegem samen om een jaarlijkse feesttent op te zetten en te runnen die gedurende het laatste weekend van augustus plaatsvindt. In 2024 vierden de jeugdbewegingen hun 25ste editie.

## Bezienswaardigheden

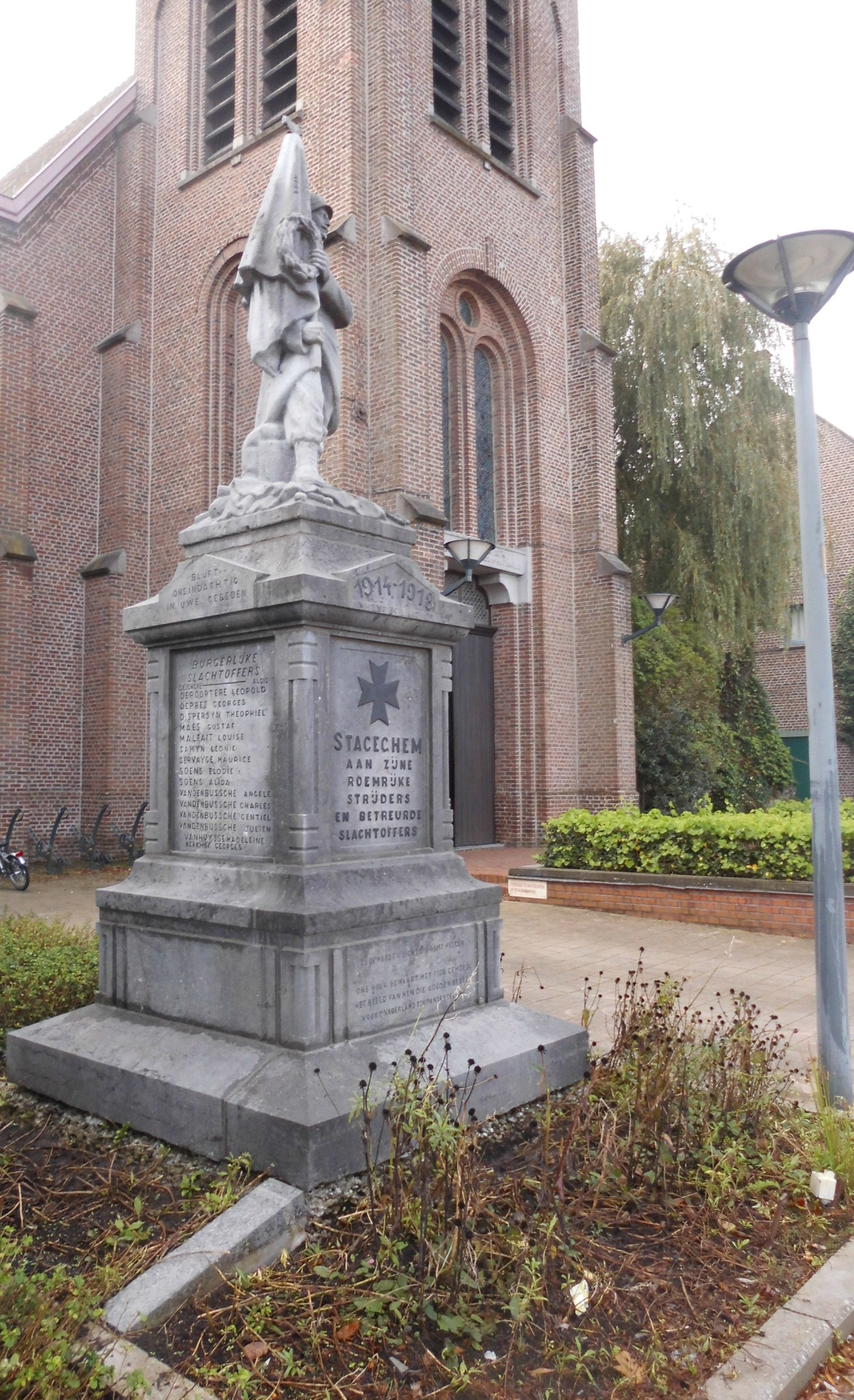
Oorlogsmonument Stasegem
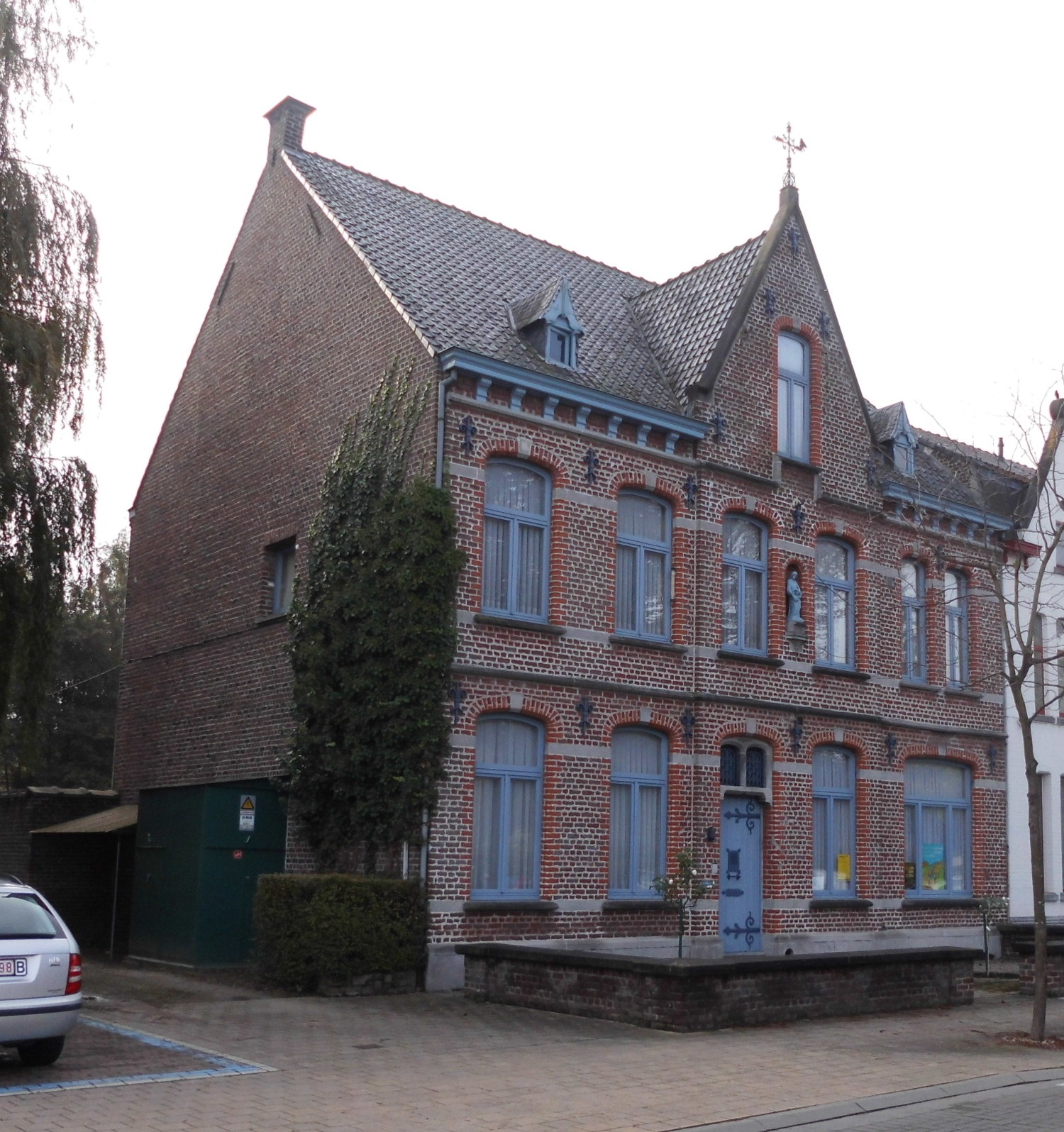
Pastorie Stasegem

## Trivia
- Stasegem wordt tot op heden nog vaak verkeerdelijk aangezien als een deelgemeente van Harelbeke. Ook de media begaan geregeld eens deze fout.

## Nabijgelegen kernen
Harelbeke, Kortrijk, Zwevegem

## Voetnoten met bronvermeldingen
1. ↑  Plets, Gertjan. Stap voor stap : Een archeologische wandeling door het verleden van Harelbeke. De Roede van Harelbeke.
2. ↑  Cauwe Roger, Beelden uit het verleden: Harelbeke, Bavikhove, Hulste, Stasegem,  Harelbeke 1978, p.151
3. ↑  13. Station | Toerisme Harelbeke. www.harelbeke.be. Geraadpleegd op 25 juli 2024.
4. ↑  Verhulst, Karen, Klooster naast school gaat tegen de vlakte: “Maar nieuw gebouw wordt moderne versie ervan”. Het Nieuwsblad (19 mei 2022). Geraadpleegd op 25 juli 2024.

Deelgemeenten: Bavikhove · Harelbeke · Hulste

Dorpen: Stasegem

Belgische gemeenten · Arrondissement Kortrijk · West-Vlaanderen · Vlaanderen